# Асеев, Сергей Миронович
Серге́й Миро́нович Асе́ев (род. 1957) — математик, доктор физико-математических наук, сотрудник Математического института им. В.А. Стеклова РАН и профессор факультета ВМК МГУ, член-корреспондент РАН, специалист в области в математической теории оптимального управления, негладкого анализа и теории дифференциальных включений.

## Биография
Родился 4 декабря 1957 года в Потсдаме, ГДР.
В 1980 году — окончил факультет вычислительной математики и кибернетики МГУ.
В 1983 году — защитил кандидатскую диссертацию, тема: «Исследование свойств полунепрерывных многозначных отображений» (научный руководитель В. И. Благодатских).
В 1998 году — защитил докторскую диссертацию, тема: «Экстремальные задачи для дифференциальных включений с фазовыми ограничениями».
В 2008 году — избран членом-корреспондентом РАН.
С 1983 года по настоящее время работает в Математическом институте имени В. А. Стеклова РАН, заведующий отделом дифференциальных уравнений (с 2014 года).
С 2001 по 2004 годы — работал научным сотрудником Международного института прикладного системного анализа, г. Лаксенбург, Австрия.
Профессор кафедры оптимального управления факультета вычислительной математики и кибернетики МГУ (по совместительству).

## Научная деятельность
Область научных интересов: теория многозначных отображений, оптимальное управление, математические модели в экономике.
Основные научные результаты:
- получены теоремы об аппроксимации полунепрерывных многозначных отображений непрерывными, предложен аксиоматический подход к исследованию пространств подмножеств и функциональных пространств многозначных отображений;
- разработаны методы исследования негладких задач оптимального управления для дифференциальных включений при помощи их аппроксимаций классическими гладкими задачами оптимального управления;
- исследован эффект вырождения принципа максимума Понтрягина в задачах с фазовыми ограничениями (совместно с Арутюновым А. В.);
- исследована задача оптимального управления для дифференциального включения с фазовым ограничением;
- исследована задача оптимального прохождения через заданную область (совместно со Смирновым А. И.);
- создана оригинальная методика исследования задач оптимального управления на бесконечном интервале времени, основанная на регуляризованных конечно-временных аппроксимациях (совместно с А. В. Кряжимским).

В МГУ читает курс лекций «Методы математической теории оптимального управления в экономике».
Автор более 50 научных работ, в том числе:
- Приближение полунепрерывных многозначных отображений непрерывными // Изв. АН СССР, сер. матем., 1982, т. 46, № 3, с. 460—476;
- Квазилинейные операторы и их применение в теории многозначных отображений // Труды МИАН СССР, 1985, т. 167, с. 71-88;
- Гладкие аппроксимации дифференциальных включений и задача быстродействия // Труды МИРАН, 1991, т. 200, с. 27-34;
- Необходимые условия первого порядка в задаче оптимального управления дифференциальным включением с фазовым ограничением // Матем. сб., 1993, т. 184, № 6, с. 3-32 (соавт. Арутюнов А. В., Благодатских В. И.);
- Принцип максимума в задачах оптимального управления с фазовыми ограничениями. Невырожденность и устойчивость // Докл. РАН, 1994, т. 334, № 2, с. 134—137 (соавт. Арутюнов А. В.);
- State constraints in optimal control. The degeneracy phenomenon // System & Control Letters, 1995, v. 26, pp. 267—273 (co-auth. A. Arutyunov);
- Investigation of the degeneracy phenomenon of the maximum principle for optimal control problems with state constraints // SIAM J. on Control and Optimization, 1996, v. 35, pp. 930—952 (co-auth. A. Arutyunov);
- Метод гладких аппроксимаций в теории необходимых условий оптимальности для дифференциальных включений // Изв. РАН, сер. матем., 1997, т. 61, № 2, с. 3-26;
- Methods of regularization in nonsmooth problems of dynamic optimization // Journal of Math. Sci., 1999, v. 94 N. 3, pp. 1366—1393;
- Экстремальные задачи для дифференциальных включений с фазовыми ограничениями // Труды МИРАН, 2001, т. 233, с. 5-70;
- Принцип максимума Понтрягина для задачи оптимального управления с функционалом, заданным несобственным интегралом // Докл. РАН, 2004, т. 394, № 5, с. 583—585 (соавт. Кряжимский А. В.);
- Принцип максимума Понтрягина для задачи оптимального прохождения через заданную область // Докл. РАН, 2004, т. 395, № 5, с. 583—585 (соавт. Смирнов А. И.);
- The Pontryagin maximum principle and transversality conditions for a class of optimal control problems with infinite time horizons // SIAM J. on Control and Optimization, 2004, v. 43, N. 3, pp. 1094—1119 (co-auth. A. Kryazhimskiy);
- Принцип максимума Понтрягина и задачи оптимального экономического роста // Труды МИРАН, 2007, т. 257, с. 5-271 (соавт. Кряжимский А. В.);
- Задачи оптимального управления с бесконечным горизонтом и их приложения в теории экономического роста: Учебное пособие — М., ф-т ВМК МГУ, МАКС Пресс, 2009, 148 с. (на англ. яз.).